# Henry Dunning Macleod
Henry Dunning Macleod (31 marzo 1821 – 16 luglio 1902) è stato un economista scozzese.
È ricordato in particolare per la sua teoria del credito.

## Opere

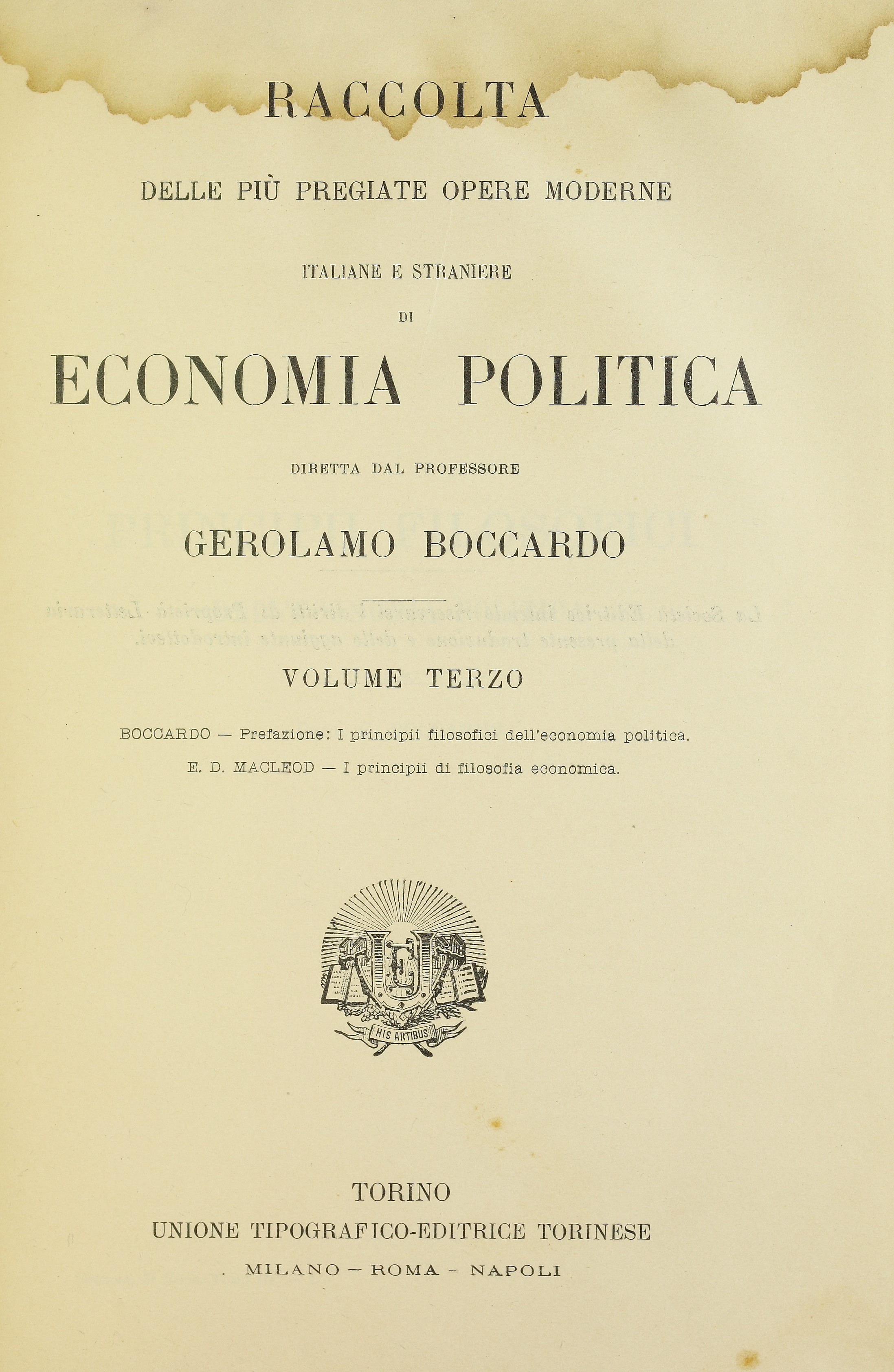
Economia politica, 1877

- Henry Dunning Macleod, I principii di filosofia economica [Elements of political economy], in Gerolamo Boccardo (a cura di), Economia politica, vol. 3, Torino, UTET, 1877.